# Théâtre Zvezdara
Le Théâtre Zvezdara (en serbe cyrillique Звездара театар, en serbe translittéré Zvezdara Teatar) est un théâtre de Belgrade, la capitale de la Serbie. Il a été créé en 1984. Il est essentiellement dédié aux auteurs, aux metteurs en scène, aux acteurs serbes. L'actuel directeur est le dramaturge Dušan Kovačević.

## Histoire
Le 8 octobre 1984 eut lieu la première représentation au Théâtre Zvezdara ; on y joua Le Frai de la carpe (Mrešćenje šarana) d'Aleksandar Popović dans une mise en scène de Dejan Mijač.
Parmi les auteurs les plus souvent joués, on peut citer Dušan Kovačević, Aleksandar Popović et Siniša Kovačević.
Doté au départ d'une salle de 260 places, le théâtre a ouvert une grande salle de 407 places en novembre 2003. Cette nouvelle salle est plus particulièrement destinée à la représentation d'œuvres internationales ; elle fut inaugurée par une pièce d'Harold Pinter.